# كتابة بدائية

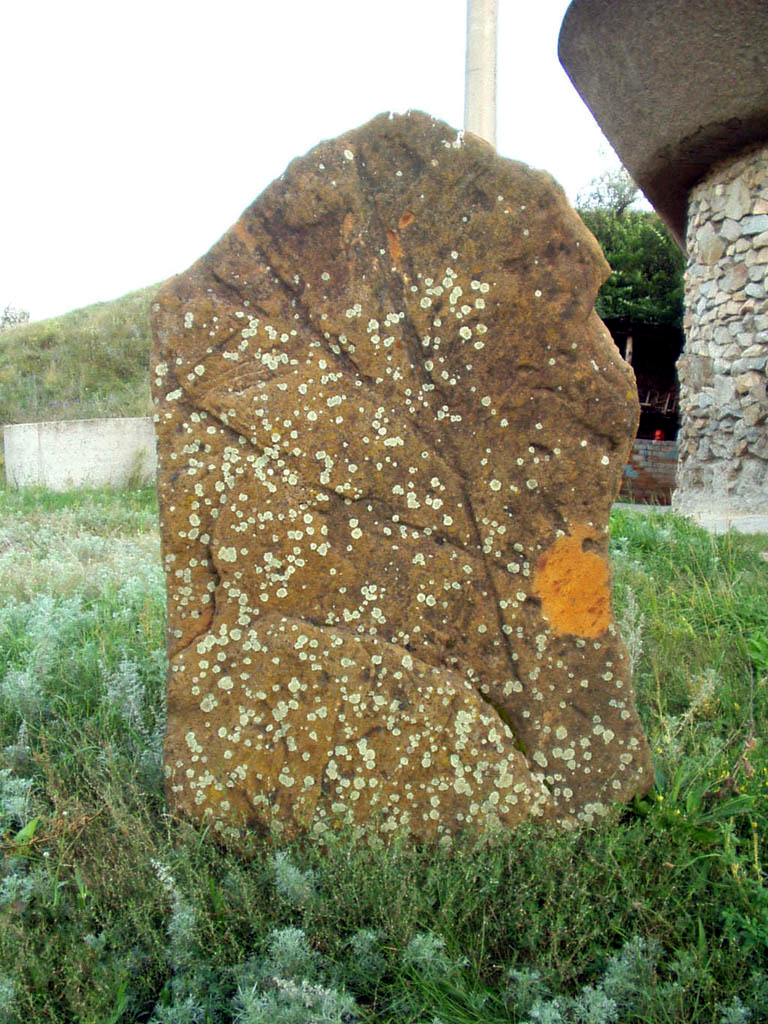
صخرة عليها نقوش صخرية ، في كامينا موهيلا ، أوكرانيا. الصورة مقدمة من بيترو فلاسينكو

تتألف الكتابة البدائية أو الكتابة الأولية (بالإنجليزية: Proto-writing)‏ من علامات مرئية تنقل معلومات محدودة. انطلقت أنظمة كهذه من بواكير أنماط الأنظمة الرمزية في أوائل العصر الحجري الحديث، في وقت مبكر يرجع إلى الألفية السابعة قبل الميلاد. وقد استخدموا الرسم الفكري أو رموز الاستذكار الأولى أو كليهما لتمثيل عدد محدود من المفاهيم، على نقيض أنظمة الكتابة الفعلية، التي تسجل لغة الكاتب.

## العصر الحجري الحديث

### الصين في العصر الحجري الحديث
في عام 2003، وُجدت أصداف سلاحف في 24 قبرًا من العصر الحجري الحديث في جياهو، مقاطعة هينان، في شمال الصين، يعود تاريخ الكربون المشع خاصتها إلى الألفية السابعة ق.م. وفقًا لبعض علماء الآثار، تحمل الرموز المنقوشة على الأصداف تشابهًا مع نص عظم العرافة العائد إلى أواخر الألفية الثانية ق.م. صرف آخرون النظر عن الأمر لعدم كفاية الأدلة، زاعمين عدم إمكانية ربط تصاميم هندسية بسيطة مثل التي وجدت على أصداف جياهو ببداية الكتابة.

### أوروبا في العصر الحجري الحديث
ميزت عالمة مستحاثات البشر جينيفيف فون بيتزنغر، 32 نمطًا رمزيًا وُجد في رسومات كهف أوروبي من العصر الجليدي وأغراض منقوشة تعود إلى 40.000 عام، والتي تحدد أنها كانت على الأرجح نمطًا من الرموز الفكرية التي قد تكون سابقة لوصول البشر إلى أوروبا.
تُعد رموز فينتشا (بين الألفيتين السادسة والخامسة ق.م، في ما يُعرف اليوم بصربيا) تطورًا لرموز بسيطة بدأت في الألفية السابعة ق.م، وازداد تعقيدها تدريجيًا على مدى الألفية السادسة حتى بلغت أوجها في ألواح تارتاريا العائدة إلى العام 5300 ق.م تقريبًا.
نشأت النصوص الهيروغليفية للشرق الأدنى القديم (المصرية، والمسمارية السومرية الأولية، والكريتية) بسلاسة من هكذا أنظمة رمزية، لذا من الصعب تحديد النقطة التي نشأت فيها الكتابة من الكتابة الأولية. ما يزيد الأمر صعوبة أن ما عُرف معناه من الرموز قليل للغاية.

## العصر الحجري النحاسي وأوائل العصر البرونزي
حدث الانتقال من الكتابة الأولية إلى أول نظام كتابة تام التطور في أواخر الألفية الرابعة وأوائل الألفية الثالثة ق.م في الهلال الخصيب. يعكس لوح كيش الذي يعود تاريخه إلى 3500 ق.م مرحلة «المسمارية الأولية»، وقتما كان ما أصبح لاحقًا النص المسماري السومري ما يزال في مرحلة الكتابة الأولية. بحلول نهاية الألفية الرابعة ق.م، تطور هذا النظام الرمزي إلى وسيلة لحفظ الحسابات، باستخدام إبرة مدورة الهيئة تُمهر في صلصال ناعم بزوايا مختلفة لتسجيل الأرقام. توسعت هذه الطريقة تدريجيًا مع الرسم الصوري باستخدام إبرة حادة تُشير إلى الشيء الذي كان يتم حسابه. حدثت المرحلة الانتقالية إلى نظام كتابة لائق في فترة جمدة نصر (في القرنين الـ31 والـ30 ق.م).
حدث تطور شبيه في تكوين الهيروغليفية المصرية. تعتقد مجموعة متنوعة من الباحثين أن الهيروغليفية المصرية «خُلقت بُعيد النص السومري، وأنها ... قد تكون ... اختُرعت نتيجة تأثير الأخير...»، رغم أنه وُضح واعتُقد أن «الدليل على تأثير مباشر كهذا يبقى واهيًا» وأنه «يمكن تقديم جدال معقول جدًا لصالح استقلال تطور الكتابة في مصر...». (انظر أيضًا هيروغليفية مصرية)